# EMSY
EMSY‏ (EMSY, BRCA2 interacting transcriptional repressor) هوَ بروتين يُشَفر بواسطة جين EMSY في الإنسان.